# Професіональна хокейна ліга 2011—2012
Професіональна хокейна ліга 2011—12 — перший розіграш Професіональної хокейної ліги. У чемпіонаті взяло участь 8 команд. Регулярний чемпіонат стартував 16 вересня 2011 року, а завершився 26 лютого 2012 року. Друга стадія чемпіонату завершилась 25 березня 2012 року.
Переможцем регулярного чемпіонату став «Сокіл» (Київ). Найкращим бомбардиром став нападник «Сокола» Костянтин Касянчук, який набрав 72 очка (25+47). Звання чемпіона України завоював «Донбас-2» (Донецьк), перемігши у фінальній серії «Сокіл» 4:2.

## Регламент
Змагання проходять у два етапи. На першому команди проводять регулярний чемпіонат у шість кіл, після чого розпочинається стадія плей-оф. До ½ фіналу проходять 4 перші команди і грають до 4-х перемог однієї із команд. Фінальна серія триває до 4-х перемог. Володар бронзових нагород визначається серед команд, що припинили боротьбу на стадії ½ фіналу, за результатами їх виступу у регулярному чемпіонаті. Чемпіонат завершується 1 квітня 2012 року.

## Команди
У сезоні 2011—12 у Професіональній хокейній лізі взяли участь 8 команд:
| Команда               | Місто             | Арена                                                          | Місткість       |
| --------------------- | ----------------- | -------------------------------------------------------------- | --------------- |
| «Беркут»              | Київ              | Палац спорту ТРЦ «Термінал» (Бровари)                          | 6 850 1 500     |
| «Білий Барс»          | Броварський район | ТРЦ «Термінал» (Бровари)                                       | 1 500           |
| «Гайдамаки»           | Вінниця           | «Айс Авеню»                                                    | 500             |
| «Донбас»-2*           | Донецьк           | Палац спорту «Дружба» Льодова арена «Лідер»                    | 3 625 450       |
| «Компаньйон-Нафтогаз» | Київ              | СК АТЕК                                                        | 700             |
| «Леви»                | Львів             | Льодовий палац (Новояворівськ)                                 | 600             |
| «Сокіл»               | Київ              | Палац спорту Спорткомплекс «Авангард» ТРЦ «Термінал» (Бровари) | 6 850 700 1 500 |
| «Харківські Акули»    | Харків            | «Айс Холл»                                                     | 1 500           |

* У турнірі ПХЛ брав участь другий склад команди «Донбас», перший склад — виступав у ВХЛ.

## Регулярний чемпіонат

### Турнірна таблиця
| Команда                  | І  | В  | ВО | ПО | П  | Ш       | О   |
| ------------------------ | -- | -- | -- | -- | -- | ------- | --- |
| Сокіл Київ               | 42 | 32 | 5  | 2  | 3  | 175—70  | 108 |
| Донбас-2 Донецьк         | 42 | 32 | 2  | 3  | 5  | 180—77  | 103 |
| Беркут Київ              | 42 | 26 | 3  | 3  | 10 | 183—106 | 87  |
| Компаньйон-Нафтогаз Київ | 42 | 22 | 1  | 2  | 17 | 163—120 | 70  |
| Леви Львів               | 42 | 15 | 2  | 6  | 19 | 143—142 | 55  |
| Харківські Акули         | 42 | 10 | 8  | 2  | 22 | 141—177 | 48  |
| Білий Барс Бровари       | 42 | 6  | 1  | 3  | 32 | 84—196  | 23  |
| Гайдамаки Вінниця        | 42 | 2  | 1  | 2  | 37 | 69—250  | 10  |

Джерело: ФХУ [Архівовано 30 вересня 2011 у Wayback Machine.]

### Матч усіх зірок
Відбувся 22 січня 2012 року в Палаці Спорту, м. Київ.

## Статистика
Результати матчів ПХЛ 2011—2012

### Бомбардири
Список 10 найкращих гравців, сортованих за очками.
| №   | Гравець             | Команда                  | І  | Ш  | A  | О  |
| --- | ------------------- | ------------------------ | -- | -- | -- | -- |
| 1.  | Костянтин Касянчук  | Сокіл Київ               | 42 | 25 | 47 | 72 |
| 2.  | Андрій Николишин    | Сокіл Київ               | 36 | 15 | 45 | 60 |
| 3.  | Віктор Шаритон      | Компаньйон-Нафтогаз Київ | 42 | 19 | 32 | 51 |
| 4.  | Роман Сальников     | Беркут Київ              | 41 | 22 | 28 | 50 |
| 5.  | Іван Хомутов        | Компаньйон-Нафтогаз Київ | 25 | 22 | 27 | 49 |
| 6.  | Дмитро Гнітько      | Леви Львів               | 40 | 17 | 30 | 47 |
| 7.  | Владислав Бризгалов | Беркут Київ              | 42 | 19 | 27 | 46 |
| 8.  | Артем Гніденко      | Беркут Київ              | 40 | 17 | 28 | 45 |
| 9.  | Степан Пономарьов   | Леви Львів               | 40 | 17 | 30 | 47 |
| 10. | Євген Кривомаз      | Компаньйон-Нафтогаз Київ | 42 | 10 | 33 | 43 |

Джерело: iSport.ua [Архівовано 1 березня 2012 у Wayback Machine.]

### Воротарі
Список найкращих воротарів, сортованих за коефіцієнтом надійності (КН).
| №  | Гравець           | Команда                | І  | ПШ | %ВБ  | КН   | І«0» |
| -- | ----------------- | ---------------------- | -- | -- | ---- | ---- | ---- |
| 1. | Костянтин Симчук  | Сокіл Київ             | 35 | 55 | 93.1 | 1.59 | 5    |
| 2. | Вадим Селіверстов | Донбас-2 Донецьк       | 24 | 38 | 93.7 | 1.61 | 5    |
| 3. | Євген Напненко    | Донбас-2 Донецьк       | 17 | 31 | 92.3 | 1.86 | 2    |
| 4. | Ігор Карпенко     | Беркут Київ/Сокіл Київ | 12 | 23 | 89.9 | 1.97 | 3    |
| 5. | Олександр Федоров | Беркут Київ            | 17 | 30 | 90.4 | 2.04 | 3    |

Джерело: iSport.ua [Архівовано 1 березня 2012 у Wayback Machine.]

## Плей-оф

### Плей-оф (5—8 місце)
У малому плей-оф змагаються команди, які посіли 5-8 місця і грають до 2-х перемог однієї із команд. Фінальна серія триває 2 матчі. 
|  | Півфінали          | Півфінали        |   |  | Фінал      | Фінал |
|  |                    |                  |   |  |            |       |
|  | Леви Львів         | 2                |   |  |            |       |
|  | Гайдамаки Вінниця  | 0                |   |  |            |       |
|  |                    |                  |   |  | Леви Львів | 1*    |
|  |                    | Харківські Акули | 1 |  |            |       |
|  | Харківські Акули   | 2                |   |  |            |       |
|  | Білий Барс Бровари | 0                |   |  |            |       |

- «Леви» (Львів) перемогли за підсумками двох матчів.

#### Результати
Харківські Акули — Білий Барс Бровари
| 2 березня 2012 19:30 | Білий Барс Бровари | 2 : 4 (0:0; 0:1; 2:3) | Харківські Акули | ТРЦ «Термінал», Бровари Глядачів: 90 |

| Протокол                                                  | Протокол                | Протокол | Протокол            | Протокол                                                     |
| --------------------------------------------------------- | ----------------------- | --- | ------------------- | ------------------------------------------------------------ |
|                                                           | Олександр Котов         | Голкіпери | Олександр Харитонов | Арбітри: О. Горбатюк Лінійні судді: Д. Скоробагатий В. Качан |
| Смолін (Войцеховський) 53:19 Смолін (Войцеховський) 56:09 | 0:1 0:2 1:2 1:3 2:3 2:4 | 35:49 Петрухно (Клименков, Бобков) 41:43 Ханін (Крикуненко) 53:51 Полоницький (Столяренко, Калмиков) 59:25 Большаков (Лупандін пш) |                     | Арбітри: О. Горбатюк Лінійні судді: Д. Скоробагатий В. Качан |
| 6 хв.                                                     | Вилучення               | 10 хв. |                     | Арбітри: О. Горбатюк Лінійні судді: Д. Скоробагатий В. Качан |
| 25 (12+6+7)                                               | Кидки                   | 30 (8+10+12) |                     | Арбітри: О. Горбатюк Лінійні судді: Д. Скоробагатий В. Качан |

| 5 березня 2012 17:30 | Харківські Акули | 4 : 2 (0:0; 2:1; 2:1) | Білий Барс Бровари | ЛА «Салтівський лід», Харків |

| Протокол | Протокол                | Протокол                                                           | Протокол       | Протокол       |
| --- | ----------------------- | ------------------------------------------------------------------ | -------------- | -------------- |
| | Олександр Харитонов     | Голкіпери                                                          | Данило Єлісєєв | Лінійні судді: |
| Клименков (Міхейонок) 21:27 Пономар (Кобиков, Калмиков) 32:29 Большаков (Посевін м) 40:46 51:23 Міхейонок (Бобков, Клименков) | 1:0 1:1 2:1 3:1 3:2 4:2 | 26:25 Кіча (Р. Борисенко, Слюсар) 41:46 Бернацький (Войцеховський) |                | Лінійні судді: |
| 12 хв. | Вилучення               | 10 хв.                                                             |                | Лінійні судді: |
| 38 (12+10+16) | Кидки                   | 26 (10+10+6)                                                       |                | Лінійні судді: |

Леви Львів — Гайдамаки Вінниця
| 4 березня 2012 19:00 | Гайдамаки Вінниця | 2 : 8 (0:4; 1:2; 1:2) | Леви Львів | ЛА «Льодовий Клуб», Вінниця |

| Протокол                                                      | Протокол                                | Протокол | Протокол                    | Протокол       |
| ------------------------------------------------------------- | --------------------------------------- | --- | --------------------------- | -------------- |
|                                                               | Ігор Шликов                             | Голкіпери | Сергій Горєлов Раєн Донован | Лінійні судді: |
| Юшков (Сачко, Остяков б) 37:50 Остяков (Юшков, Панов м) 46:03 | 0:1 0:2 0:3 0:4 0:5 0:6 1:6 1:7 2:7 2:8 | 02:19 Расторгуєв (Буточнов, Мадера б) 02:49 Федоров (Булгаков, Гончаров) 05:02 Буточнов (Новиков, Расторгуєв) 15:19 Федоров (Марушев, Булгаков) 21:44 Буточнов (Расторгуєв) 25:53 Расторгуєв (Буточнов, Черненко) 43:48 Зеньков (Пономарьов, Гнітько) 55:13 Сидоров (Пономарьов, Гнітько б) |                             | Лінійні судді: |
| 18 хв.                                                        | Вилучення                               | 12 хв. |                             | Лінійні судді: |
| 17 (5+5+7)                                                    | Кидки                                   | 42 (19+12+11) |                             | Лінійні судді: |

| 5 березня 2012 17:30 | Леви Львів | 7 : 3 (3:1; 2:1; 2:1) | Гайдамаки Вінниця | Льодовий палац, Новояворівськ |

| Протокол | Протокол                                | Протокол                                                                                   | Протокол    | Протокол       |
| --- | --------------------------------------- | ------------------------------------------------------------------------------------------ | ----------- | -------------- |
| | Сергій Горєлов Раєн Донаван (48:37)     | Голкіпери                                                                                  | Ігор Шликов | Лінійні судді: |
| Пономарьов (Гнітько, Марушев) 09:45 Марушев (Пономарьов, Гнітько) 14:31 Расторгуєв (Мадера, Хонін) 14:50 Громов (Пономарьов, Гнітько б) 21:05 Марушев (Громов, Пономарьов) 24:56 Марушев (Зеньков, Гнітько) 49:30 Хонін (Мадера, Куликов) 52:30 | 1:0 2:0 3:0 3:1 4:1 4:2 5:2 5:3 6:3 7:3 | 17:14 Остяков (Єловиков, Юшков) 21:40 Істомінов (Дикий) 47:48 Волков (Долинін, Єловиков б) |             | Лінійні судді: |
| 10 хв. | Вилучення                               | 43 хв.                                                                                     |             | Лінійні судді: |
| 62 (19+18+25) | Кидки                                   | 20 (5+9+6)                                                                                 |             | Лінійні судді: |

Харківські Акули — Леви Львів
| 10 березня 2012 14:45 | Харківські Акули | 5 : 2 (1:0; 3:1; 1:1) | Леви Львів | ЛА «Салтівський лід», Харків Глядачів: 555 |

| Протокол | Протокол                    | Протокол                                          | Протокол                                                                          | Протокол                                                        |
| --- | --------------------------- | ------------------------------------------------- | --------------------------------------------------------------------------------- | --------------------------------------------------------------- |
| | Олександр Харитонов         | Голкіпери                                         | Сергій Горєлов (00:00—35:06, 35:55—40:52) Раєн Донован (35:06—35:55, 40:52—60:00) | Арбітри: О. Глуховський Лінійні судді: А. Родіонов А. Бакуменко |
| Петрухно (Міхейонок, Клименков б) 14:05 Калмиков (Крикуненко, Лупандін б2) 30:22 Бобков (Міхейонок, Клименков) 35:06 Клименков (Бобков, Акімов б) 37:00 Клименков (Міхейонок, Бобков б) 40:52 | 1:0 2:0 3:0 4:0 4:1 5:1 5:2 | 38:44 Мадера 46:18 Расторгуєв (Буточнов, Сидоров) |                                                                                   | Арбітри: О. Глуховський Лінійні судді: А. Родіонов А. Бакуменко |
| 18 хв. | Вилучення                   | 20 хв.                                            |                                                                                   | Арбітри: О. Глуховський Лінійні судді: А. Родіонов А. Бакуменко |
| 25 (12+8+5) | Кидки                       | 23 (7+7+9)                                        |                                                                                   | Арбітри: О. Глуховський Лінійні судді: А. Родіонов А. Бакуменко |

| 14 березня 2012 19:00 | Леви Львів | 5 : 0 (2:0; 1:0; 2:0) | Харківські Акули | Льодовий палац, Новояворівськ Глядачів: 663 |

| Протокол | Протокол            | Протокол    | Протокол            | Протокол                                                  |
| --- | ------------------- | ----------- | ------------------- | --------------------------------------------------------- |
| | Раєн Донован        | Голкіпери   | Олександр Харитонов | Арбітри: Максим Урда Лінійні судді: О. Батєзатов В. Качан |
| Громов (Марушев, Гнітько б) 04:51 Буточнов (Новиков, Расторгуєв б) 15:43 Зеньков (Буточнов, Расторгуєв б) 23:00 Марушев (Пономарьов, Громов) 44:05 Гончаров (Булгаков, Куликов) 58:05 | 1:0 2:0 3:0 4:0 5:0 |             |                     | Арбітри: Максим Урда Лінійні судді: О. Батєзатов В. Качан |
| 28 хв. | Вилучення           | 38 хв.      |                     | Арбітри: Максим Урда Лінійні судді: О. Батєзатов В. Качан |
| 46 (19+9+18) | Кидки               | 26 (5+16+5) |                     | Арбітри: Максим Урда Лінійні судді: О. Батєзатов В. Качан |

### Плей-оф (1—4 місце)
До ½ фіналу проходять 4 перші команди і грають до 4-х перемог однієї із команд. Фінальна серія триває до 4-х перемог. Володар бронзових нагород визначається серед команд, що припинили боротьбу на стадії ½ фіналу, за результатами їх виступу у регулярному чемпіонаті.
|  | Півфінали                | Півфінали        |   |  | Фінал      | Фінал |
|  |                          |                  |   |  |            |       |
|  | Сокіл Київ               | 4                |   |  |            |       |
|  | Компаньйон-Нафтогаз Київ | 2                |   |  |            |       |
|  |                          |                  |   |  | Сокіл Київ | 2     |
|  |                          | Донбас-2 Донецьк | 4 |  |            |       |
|  | Донбас-2 Донецьк         | 4                |   |  |            |       |
|  | Беркут Київ              | 0                |   |  |            |       |

#### Результати

##### Півфінал
Сокіл Київ — Компаньйон-Нафтогаз Київ
| 29 лютого 2012 18:30 | Сокіл Київ | 6 : 4 (1:2; 1:2; 4:0) | Компаньйон-Нафтогаз Київ | ТРЦ «Термінал», Бровари Глядачів: 800 |

| Протокол | Протокол                                | Протокол | Протокол        | Протокол                                                                  |
| --- | --------------------------------------- | --- | --------------- | ------------------------------------------------------------------------- |
| | Костянтин Сімчук                        | Голкіпери | Сергій Зав'ялов | Арбітри: Олег Лускань Максим Урда Лінійні судді: А. Корепанов О. Горбатюк |
| Яковенко (Лясковський, Касянчук б) 19:54 Матвійчук (Шаманський, Долгих) 23:15 Николишин (Касянчук, Климентьєв б) 41:48 Скороход (Тимченко, Шахрайчук б) 46:57 Яковенко (Климентьєв, Николишин б) 50:34 Николишин (Касянчук, Рябенко) 54:00 | 0:1 0:2 1:2 2:2 2:3 2:4 3:4 4:4 5:4 6:4 | 08:03 Хомутов (Абаєв, Шаритон б) 11:10 Шаритон (Кривомаз, Абаєв б) 26:50 Винокуров (Титовець, Хомутов) 28:36 Росляков (Радецький, Алексюк) |                 | Арбітри: Олег Лускань Максим Урда Лінійні судді: А. Корепанов О. Горбатюк |
| 24 хв. | Вилучення                               | 30 хв. |                 | Арбітри: Олег Лускань Максим Урда Лінійні судді: А. Корепанов О. Горбатюк |
| 38 (8+19+11) | Кидки                                   | 28 (6+12+10) |                 | Арбітри: Олег Лускань Максим Урда Лінійні судді: А. Корепанов О. Горбатюк |

| 1 березня 2012 18:30 | Сокіл Київ | 2 : 1 (0:0; 1:0; 1:1) | Компаньйон-Нафтогаз Київ | ТРЦ «Термінал», Бровари Глядачів: 550 |

| Протокол                                                                  | Протокол         | Протокол                            | Протокол        | Протокол                                                                     |
| ------------------------------------------------------------------------- | ---------------- | ----------------------------------- | --------------- | ---------------------------------------------------------------------------- |
|                                                                           | Костянтин Сімчук | Голкіпери                           | Сергій Зав'ялов | Арбітри: О. Глуховський Максим Урда Лінійні судді: О. Горбатюк О. Серебряков |
| Яковенко (Николишин, Касянчук) 25:51 Долгих (Шаманський, Матвійчук) 44:12 | 1:0 2:0 2:1      | 56:32 Шаритон (Кривомаз, Хомутов б) |                 | Арбітри: О. Глуховський Максим Урда Лінійні судді: О. Горбатюк О. Серебряков |
| 16 хв.                                                                    | Вилучення        | 10 хв.                              |                 | Арбітри: О. Глуховський Максим Урда Лінійні судді: О. Горбатюк О. Серебряков |
| 38 (9+12+17)                                                              | Кидки            | 24 (12+7+5)                         |                 | Арбітри: О. Глуховський Максим Урда Лінійні судді: О. Горбатюк О. Серебряков |

| 4 березня 2012 13:00 | Компаньйон-Нафтогаз Київ | 4 : 3 (2:0; 0:1; 2:2) | Сокіл Київ | СК АТЕК, Київ Глядачів: 650 |

| Протокол | Протокол                    | Протокол | Протокол                 | Протокол                                                               |
| --- | --------------------------- | --- | ------------------------ | ---------------------------------------------------------------------- |
| | Сергій Зав'ялов             | Голкіпери | Костянтин Сімчук (58:33) | Арбітри: Максим Урда А. Сєврук Лінійні судді: О. Горбатюк А. Корепанов |
| Кривомаз (Хомутов, Шаритон б) 15:36 Лубнін (Дзюбенко, Самойленко) 16:23 Винокуров (Кривомаз б2) 49:19 Шаритон (Кривомаз, Винокуров б) 50:45 | 1:0 2:0 2:1 2:2 2:3 3:3 4:3 | 35:52 Бахріддінов (Смирнов, Харченко) 45:33 Харченко (Черненко, Рябенко) 47:50 Лясковський (Смирнов, Касянчук) |                          | Арбітри: Максим Урда А. Сєврук Лінійні судді: О. Горбатюк А. Корепанов |
| 12 хв. | Вилучення                   | 12 хв. |                          | Арбітри: Максим Урда А. Сєврук Лінійні судді: О. Горбатюк А. Корепанов |
| 29 (11+10+8) | Кидки                       | 29 (6+11+12)                                                                                                   |                          | Арбітри: Максим Урда А. Сєврук Лінійні судді: О. Горбатюк А. Корепанов |

| 5 березня 2012 18:30 | Компаньйон-Нафтогаз Київ | 1 : 4 (0:1; 0:1; 1:2) | Сокіл Київ | СК АТЕК, Київ Глядачів: 500 |

| Протокол                            | Протокол            | Протокол | Протокол         | Протокол                                                                 |
| ----------------------------------- | ------------------- | --- | ---------------- | ------------------------------------------------------------------------ |
|                                     | Сергій Зав'ялов     | Голкіпери | Костянтин Сімчук | Арбітри: Олег Лускань А. Сєврук Лінійні судді: А. Гладченко А. Корепанов |
| Шаритон (Гаврилюк, Борисенко) 46:33 | 0:1 0:2 0:3 1:3 1:4 | 19:25 Касянчук (Шахрайчук, Яковенко) 27:33 Климентьєв (Касянчук, Шахрайчук б2) 45:34 Шаманський (Матвійчук, Долгих) 53:45 Шахрайчук (Касянчук, Яковенко) |                  | Арбітри: Олег Лускань А. Сєврук Лінійні судді: А. Гладченко А. Корепанов |
| 14 хв.                              | Вилучення           | 14 хв. |                  | Арбітри: Олег Лускань А. Сєврук Лінійні судді: А. Гладченко А. Корепанов |
| 15 (2+5+8)                          | Кидки               | 43 (16+10+17) |                  | Арбітри: Олег Лускань А. Сєврук Лінійні судді: А. Гладченко А. Корепанов |

| 8 березня 2012 13:00 | Сокіл Київ | 2 : 3 (1:0; 1:1; 0:2) | Компаньйон-Нафтогаз Київ | ТРЦ «Термінал», Бровари |

| Протокол                                                                 | Протокол                 | Протокол                                                                               | Протокол        | Протокол                                                                |
| ------------------------------------------------------------------------ | ------------------------ | -------------------------------------------------------------------------------------- | --------------- | ----------------------------------------------------------------------- |
|                                                                          | Костянтин Сімчук (59:05) | Голкіпери                                                                              | Сергій Зав'ялов | Арбітри: Олег Лускань Максим Урда Лінійні судді: О. Говорун О. Горбатюк |
| Яковенко (Шахрайчук, Касянчук) 15:40 Матвійчук (Смирнов, Черненко) 35:48 | 1:0 1:1 2:1 2:2 2:3      | 25:05 Шаритон (Борисенко, Абаєв) 55:37 Гаврилюк (Борисенко, Кривомаз б) 57:44 Гаврилюк |                 | Арбітри: Олег Лускань Максим Урда Лінійні судді: О. Говорун О. Горбатюк |
| 6 хв.                                                                    | Вилучення                | 6 хв.                                                                                  |                 | Арбітри: Олег Лускань Максим Урда Лінійні судді: О. Говорун О. Горбатюк |
| 30 (14+12+4)                                                             | Кидки                    | 21 (4+9+8)                                                                             |                 | Арбітри: Олег Лускань Максим Урда Лінійні судді: О. Говорун О. Горбатюк |

| 10 березня 2012 12:30 | Компаньйон-Нафтогаз Київ | 2 : 5 (0:2; 0:2; 2:1) | Сокіл Київ | СК АТЕК, Київ Глядачів: 1000 |

| Протокол                                          | Протокол                    | Протокол | Протокол         | Протокол                                                              |
| ------------------------------------------------- | --------------------------- | --- | ---------------- | --------------------------------------------------------------------- |
|                                                   | Сергій Зав'ялов             | Голкіпери | Костянтин Сімчук | Арбітри: А. Сєврук О. Горбатюк Лінійні судді: О. Говорун А. Гладченко |
| Абаєв (Кривомаз, Гаврилюк б) 45:18 Кривомаз 59:03 | 0:1 0:2 0:3 0:4 1:4 1:5 2:5 | 07:16 Климентьєв (Смирнов, Лясковський б) 11:13 Олецький (Черненко, Харченко) 28:57 Долгих (Матвійчук, Лясковський) 38:11 Долгих (Матвійчук, Шаманський) 55:11 Смирнов (Климентьєв, Касянчук б) |                  | Арбітри: А. Сєврук О. Горбатюк Лінійні судді: О. Говорун А. Гладченко |
| 96 хв.                                            | Вилучення                   | 51 хв. |                  | Арбітри: А. Сєврук О. Горбатюк Лінійні судді: О. Говорун А. Гладченко |
| 27 (10+8+9)                                       | Кидки                       | 36 (12+14+10) |                  | Арбітри: А. Сєврук О. Горбатюк Лінійні судді: О. Говорун А. Гладченко |

Донбас-2 Донецьк — Беркут Київ
| 1 березня 2012 19:00 | Донбас-2 Донецьк | 2 : 0 (0:0; 0:0; 2:0) | Беркут Київ | Арена «Дружба», Донецьк Глядачів: 2800 |

| Протокол                                                            | Протокол          | Протокол    | Протокол | Протокол                                                                                  |
| ------------------------------------------------------------------- | ----------------- | ----------- | -------- | ----------------------------------------------------------------------------------------- |
|                                                                     | Вадим Селіверстов | Голкіпери   | Ян Хован | Арбітри: Крістофер Карлссон Лінус Елунд Лінійні судді: Андрій Бакуменко Олександр Говорун |
| Бойченко (Бабинець, Міхнов) 44:28 Анікєєв (Аверкін, Бондарев) 54:28 | 1:0 2:0           |             |          | Арбітри: Крістофер Карлссон Лінус Елунд Лінійні судді: Андрій Бакуменко Олександр Говорун |
| 6 хв.                                                               | Вилучення         | 10 хв.      |          | Арбітри: Крістофер Карлссон Лінус Елунд Лінійні судді: Андрій Бакуменко Олександр Говорун |
| 24 (7+9+8)                                                          | Кидки             | 19 (7+2+10) |          | Арбітри: Крістофер Карлссон Лінус Елунд Лінійні судді: Андрій Бакуменко Олександр Говорун |

| 2 березня 2012 19:00 | Донбас-2 Донецьк | 4 : 2 (2:2; 0:0; 2:0) | Беркут Київ | ПС «Дружба», Донецьк Глядачів: 2500 |

| Протокол | Протокол                                         | Протокол                                                  | Протокол | Протокол                                                                                  |
| --- | ------------------------------------------------ | --------------------------------------------------------- | -------- | ----------------------------------------------------------------------------------------- |
| | Вадим Селіверстов (20:00) Євген Напненко (40:00) | Голкіпери                                                 | Ян Хован | Арбітри: Крістофер Карлссон Лінус Елунд Лінійні судді: Андрій Бакуменко Олександр Говорун |
| Пастух (Тезіков, Міхнов б2) 10:20 Бойченко (Міхнов, Кугут) 19:48 Анікєєв (Аверкін, Бондарев) 53:05 Міхнов (Пастух шпв) 59:40 | 1:0 1:1 1:2 2:2 3:2 4:2                          | 18:15 Малов (Блінов, Жилінський) 19:02 Михайлов (Цуріков) |          | Арбітри: Крістофер Карлссон Лінус Елунд Лінійні судді: Андрій Бакуменко Олександр Говорун |
| 8 хв. | Вилучення                                        | 12 хв.                                                    |          | Арбітри: Крістофер Карлссон Лінус Елунд Лінійні судді: Андрій Бакуменко Олександр Говорун |
| 40 (17+17+6) | Кидки                                            | 25 (6+9+10)                                               |          | Арбітри: Крістофер Карлссон Лінус Елунд Лінійні судді: Андрій Бакуменко Олександр Говорун |

| 6 березня 2012 18:30 | Беркут Київ | 2 : 4 (0:0; 0:0; 0:0) | Донбас-2 Донецьк | Палац спорту, Київ Глядачів: 3000 |

| Протокол                                           | Протокол                           | Протокол | Протокол          | Протокол                                                                 |
| -------------------------------------------------- | ---------------------------------- | --- | ----------------- | ------------------------------------------------------------------------ |
|                                                    | Ян Хован (38:06) Олександр Федоров | Голкіпери | Вадим Селіверстов | Арбітри: П. Клаесон Д. Бергман Лінійні судді: А. Гладченко О. Серебряков |
| Михайлов 07:00 Шенкержик (Недорост, Капуш б) 12:07 | 1:0 1:1 2:1 2:2 2:3 2:4            | 10:13 Алексюк (Пастух) 32:46 Бондарев (Бойченко, Аверкін б) 50:11 Міхнов (Бойченко) 53:14 Бондарев (Аверкін) |                   | Арбітри: П. Клаесон Д. Бергман Лінійні судді: А. Гладченко О. Серебряков |
| 8 хв.                                              | Вилучення                          | 14 хв. |                   | Арбітри: П. Клаесон Д. Бергман Лінійні судді: А. Гладченко О. Серебряков |
| 42 (17+11+14)                                      | Кидки                              | 20 (4+9+7)                                                                                                   |                   | Арбітри: П. Клаесон Д. Бергман Лінійні судді: А. Гладченко О. Серебряков |

| 7 березня 2012 19:00 | Беркут Київ | 3 : 9 (0:0; 0:0; 0:0) | Донбас-2 Донецьк | Палац спорту, Київ Глядачів: 4000 |

| Протокол                                                                                            | Протокол                                             | Протокол | Протокол          | Протокол                                                               |
| --------------------------------------------------------------------------------------------------- | ---------------------------------------------------- | --- | ----------------- | ---------------------------------------------------------------------- |
| | Олександр Федоров (07:05) Євген Константинов (52:55) | Голкіпери | Вадим Селіверстов | Арбітри: П. Клаесон Д. Бергман Лінійні судді: А. Гладченко О. Горбатюк |
| Недорост (Сальников, Цуріков) 00:16 Грибанов (Капуш, Валуй б) 04:15 Валуй (Капуш, Грибанов б) 52:34 | 1:0 2:0 2:1 2:2 2:3 2:4 2:5 2:6 2:7 3:7 3:8 3:9      | 04:49 Анікєєв (Аверкін, Бондарев) 07:05 Анікєєв (Васильєв) 10:47 Кокшаров (Побєдоносцев) 10:58 Бойченко (Міхнов) 24:06 Анікєєв (Васильєв, Аверкін) 32:40 Кокшаров (Голубничий, Побєдоносцев) 35:44 Голубничий (Кокшаров, Кровопусков) 53:50 Міхнов (Пастух б) 58:24 Кокшаров (Васильєв, Аверкін б) |                   | Арбітри: П. Клаесон Д. Бергман Лінійні судді: А. Гладченко О. Горбатюк |
| 16 хв.                                                                                              | Вилучення                                            | 14 хв. |                   | Арбітри: П. Клаесон Д. Бергман Лінійні судді: А. Гладченко О. Горбатюк |
| 23 (11+3+9)                                                                                         | Кидки                                                | 24 (10+9+5) |                   | Арбітри: П. Клаесон Д. Бергман Лінійні судді: А. Гладченко О. Горбатюк |

##### Фінал
| 16 березня 2012 19:30 | Сокіл Київ | 3 : 4 (1:2; 0:0; 2:2) | Донбас-2 Донецьк | ТРЦ «Термінал», Бровари Глядачів: 1500 |

| Протокол                                                                                               | Протокол                    | Протокол                                                                                      | Протокол          | Протокол                                                           |
| --- | --------------------------- | --------------------------------------------------------------------------------------------- | ----------------- | ------------------------------------------------------------------ |
| | Костянтин Сімчук (59:04)    | Голкіпери                                                                                     | Вадим Селіверстов | Арбітри: М. Хольт М. Лінде Лінійні судді: А. Корепанов О. Горбатюк |
| Яковенко (Николишин, Скороход) 13:36 Яковенко (Николишин б) 50:35 Шахрайчук (Яковенко, Касянчук) 52:21 | 0:1 0:2 1:2 2:2 3:2 3:3 3:4 | 01:04 Міхнов (Пастух) 08:14 Толкунов (б) 54:12 Міхнов (Пастух, Бойченко) 55:20 Пастух (Шагов) |                   | Арбітри: М. Хольт М. Лінде Лінійні судді: А. Корепанов О. Горбатюк |
| 2 хв.                                                                                                  | Вилучення                   | 8 хв.                                                                                         |                   | Арбітри: М. Хольт М. Лінде Лінійні судді: А. Корепанов О. Горбатюк |
| 37 (7+17+13)                                                                                           | Кидки                       | 20 (6+5+9)                                                                                    |                   | Арбітри: М. Хольт М. Лінде Лінійні судді: А. Корепанов О. Горбатюк |

| 17 березня 2012 18:00 | Сокіл Київ | 2 : 4 (0:2; 0:0; 0:0) | Донбас-2 Донецьк | ТРЦ «Термінал», Бровари Глядачів: 1500 |

| Протокол                                                                     | Протокол                                       | Протокол | Протокол          | Протокол                                                           |
| ---------------------------------------------------------------------------- | ---------------------------------------------- | --- | ----------------- | ------------------------------------------------------------------ |
|                                                                              | Костянтин Сімчук (24:32) Ігор Карпенко (59:07) | Голкіпери | Вадим Селіверстов | Арбітри: М. Хольт М. Лінде Лінійні судді: А. Корепанов О. Горбатюк |
| Харитонов (Скороход, Кириченко) 32:42 Харченко (Олецький, Бахріддінов) 50:48 | 0:1 0:2 0:3 0:4 1:4 2:4                        | 04:42 Побєдоносцев (Міхнов б) 16:09 Бондарев (Аверкін, Побєдоносцев б) 24:32 Пастух (Міхнов) 28:46 Страхов (Тезіков, Бабинець) |                   | Арбітри: М. Хольт М. Лінде Лінійні судді: А. Корепанов О. Горбатюк |
| 12 хв.                                                                       | Вилучення                                      | 10 хв. |                   | Арбітри: М. Хольт М. Лінде Лінійні судді: А. Корепанов О. Горбатюк |
| 43 (13+12+18)                                                                | Кидки                                          | 39 (14+11+14) |                   | Арбітри: М. Хольт М. Лінде Лінійні судді: А. Корепанов О. Горбатюк |

| 20 березня 2012 18:30 | Донбас-2 Донецьк | 0 : 4 (0:0; 0:3; 0:1) | Сокіл Київ | ПС «Дружба», Донецьк Глядачів: 3230 |

| Протокол | Протокол                                 | Протокол | Протокол      | Протокол                                                               |
| -------- | ---------------------------------------- | --- | ------------- | ---------------------------------------------------------------------- |
|          | Вадим Селіверстов (27:38) Євген Напненко | Голкіпери | Ігор Карпенко | Арбітри: А. Харнебрінг Л. Елунд Лінійні судді: А. Бакуменко О. Говорун |
|          | 0:1 0:2 0:3 0:4                          | 22:50 Шахрайчук (Карпенко) 26:31 Черненко (Яковенко, Касянчук) 27:38 Касянчук (Николишин) 48:48 Климентьєв (Лясковський, Яковенко б) |               | Арбітри: А. Харнебрінг Л. Елунд Лінійні судді: А. Бакуменко О. Говорун |
| 8 хв.    | Вилучення                                | 12 хв. |               | Арбітри: А. Харнебрінг Л. Елунд Лінійні судді: А. Бакуменко О. Говорун |
| 33       | Кидки                                    | 26 |               | Арбітри: А. Харнебрінг Л. Елунд Лінійні судді: А. Бакуменко О. Говорун |

| 21 березня 2012 18:30 | Донбас-2 Донецьк | 7 : 5 (3:2; 1:2; 3:1) | Сокіл Київ | ПС «Дружба», Донецьк Глядачів: 3635 |

| Протокол | Протокол                                        | Протокол | Протокол                         | Протокол                                                               |
| --- | ----------------------------------------------- | --- | -------------------------------- | ---------------------------------------------------------------------- |
| | Євген Напненко (07:41) Вадим Селіверстов        | Голкіпери | Ігор Карпенко (крім 59:26—59:43) | Арбітри: А. Харнебрінг Л. Елунд Лінійні судді: А. Бакуменко О. Говорун |
| Тезіков (Васильєв, Пастух 5х3) 11:23 Анікєєв (Бондарев) 15:48 Бобкін (Побєдоносцев, Кокшаров) 16:55 Кокшаров (Побєдоносцев, Голубничий) 33:54 Кокшаров (Страхов, Пастух) 53:57 Бондарев (Аверкін, Толкунов б) 57:57 Кокшаров (Страхов, Толкунов пв) 59:43 | 0:1 0:2 1:2 2:2 3:2 3:3 4:3 4:4 4:5 5:5 6:5 7:5 | 05:35 Касянчук (б) 07:27 Долгих (Матвійчук, Мельников) 28:23 Харченко (Лясковський, Черненко) 37:13 Шахрайчук (Харитонов б) 50:45 Смирнов (Шахрайчук, Бахріддінов б) |                                  | Арбітри: А. Харнебрінг Л. Елунд Лінійні судді: А. Бакуменко О. Говорун |
| 10 хв. | Вилучення                                       | 14 хв. |                                  | Арбітри: А. Харнебрінг Л. Елунд Лінійні судді: А. Бакуменко О. Говорун |
| 42 (14+21+7) | Кидки                                           | 26 (9+9+8) |                                  | Арбітри: А. Харнебрінг Л. Елунд Лінійні судді: А. Бакуменко О. Говорун |

| 23 березня 2012 19:30 | Сокіл Київ | 4 : 3 (1:1; 1:2; 2:0) | Донбас-2 Донецьк | ТРЦ «Термінал», Бровари Глядачів: 1500 |

| Протокол | Протокол                    | Протокол                                                                                    | Протокол          | Протокол                                                                  |
| --- | --------------------------- | ------------------------------------------------------------------------------------------- | ----------------- | ------------------------------------------------------------------------- |
| | Ігор Карпенко               | Голкіпери                                                                                   | Вадим Селіверстов | Арбітри: А. Харбрінг Н. Йоханссон Лінійні судді: А. Корепанов О. Горбатюк |
| Яковенко (Харченко, Черненко) 17:49 Матвійчук (Касянчук, Тимченко) 34:02 Шахрайчук (Рябенко, Харитонов б) 43:50 Климентьєв (Лясковський, Николишин б) 53:10 | 0:1 1:1 1:2 2:2 2:3 3:3 4:3 | 12:24 Міхнов (Тезіков, Пастух б) 30:33 Аверкін (Кокшаров м) 38:19 Пастух (Міхнов, Бойченко) |                   | Арбітри: А. Харбрінг Н. Йоханссон Лінійні судді: А. Корепанов О. Горбатюк |
| 6 хв. | Вилучення                   | 16 хв.                                                                                      |                   | Арбітри: А. Харбрінг Н. Йоханссон Лінійні судді: А. Корепанов О. Горбатюк |
| 28 | Кидки                       | 18                                                                                          |                   | Арбітри: А. Харбрінг Н. Йоханссон Лінійні судді: А. Корепанов О. Горбатюк |

| 25 березня 2012 17:00 | Донбас-2 Донецьк | 5 : 0 (0:0; 1:0; 4:0) | Сокіл Київ | ПС «Дружба», Донецьк Глядачів: 4015 |

| Протокол | Протокол            | Протокол    | Протокол      | Протокол                                                                   |
| --- | ------------------- | ----------- | ------------- | -------------------------------------------------------------------------- |
| | Степан Горячевських | Голкіпери   | Ігор Карпенко | Арбітри: А. Харнебрінг Н. Йоханссон Лінійні судді: А. Бакуменко О. Говорун |
| Кокшаров (Анікєєв, Бондарев) 34:55 Матерухін (Пастух, Толкунов) 41:01 Кокшаров (Тезіков, Бондарев) 54:04 Бойченко (Пастух, Міхнов 5х3) 55:39 Кокшаров (Бондарев, Міхнов 5х3) 58:07 | 1:0 2:0 3:0 4:0 5:0 |             |               | Арбітри: А. Харнебрінг Н. Йоханссон Лінійні судді: А. Бакуменко О. Говорун |
| 4 хв. | Вилучення           | 45 хв.      |               | Арбітри: А. Харнебрінг Н. Йоханссон Лінійні судді: А. Бакуменко О. Говорун |
| 44 (6+16+22) | Кидки               | 20 (5+5+10) |               | Арбітри: А. Харнебрінг Н. Йоханссон Лінійні судді: А. Бакуменко О. Говорун |

## Нагороди

### Команда-переможець
| Чемпіон України Донбас-2 Донецьк | Воротарі: Степан Горячевських (68) • Євген Напненко (20) • Вадим Селіверстов (33) Захисники: Володимир Алексюк (92) • Павло Бойченко (35) • Валерій Васильєв (28) • Олександр Зеленко (37) • Ігор Кугут (7) A • Олександр Побєдоносцев (14) • Тимур Расулов • Олексій Тезіков (27) • Дмитро Толкунов (47) • Олексій Шагов (69) Нападники: Вадим Аверкін (55) • Віталій Анікєєв (25) • Сергій Бабинець (15) • Олександр Бобкін (88) • Артем Бондарев (52) К • Віталій Голубничий (19) • Дмитро Ісаєнко (17) • Ільшат Ісхаков (9) • Юрій Кокшаров (5) • Олексій Кровопусков (10) • Олександр Матерухін (24) • Андрій Міхнов (77) • Олександр Нікульников (75) • Дмитро Німенко (79) • Микола Охлобистін (44) • Євген Пастух (18) • Олексій Страхов (11) A • Олег Шафаренко (78) Тренери: Олег Микульчик • Ігор Андрющенко |

### Лауреати сезону
На засіданні виконкому Федерації хокею України були визначені лауреати сезону. Найкращими в сезоні 2011—12 були визнані:
| Найкращий воротар         | Сергій Зав'ялов    | «Компаньйон-Нафтогаз» (Київ) |
| Найкращий захисник        | Євген Кривомаз     | «Компаньйон-Нафтогаз» (Київ) |
| Найкращий нападник        | Андрій Николишин   | «Сокіл» (Київ)               |
| Найкращий бомбардир       | Костянтин Касянчук | «Сокіл» (Київ)               |
| Найкращий молодий хокеїст | Артем Кобиков      | «Харківські Акули»           |
| MVP серії плей-оф         | Юрій Кокшаров      | «Донбас-2» (Донецьк)         |
| Найкращий тренер          | Олег Микульчик     | «Донбас-2» (Донецьк)         |

Володаря найвагомішого індивідуального призу — звання найкращого гравця сезону — визначали шляхом опитування тренерів, капітанів команд та фахівців хокею. З великою перевагою 1-е місце посів нападник київського «Сокола» Костянтин Касянчук.